# Muzeum diamantů Harryho Oppenheimera
Muzeum diamantů Harryho Oppenheimera je přírodovědné muzeum, specializované na historii těžby a průmyslového zpracování diamantů, sídlící v komplexu staveb Diamond District při největší světové burze diamantů Diamond Exchange a při brusírnách diamantů ve městě Ramat Gan v Izraeli. Jde převážně o čtvrť ortodoxního židovského obyvatelstva.

## Historie

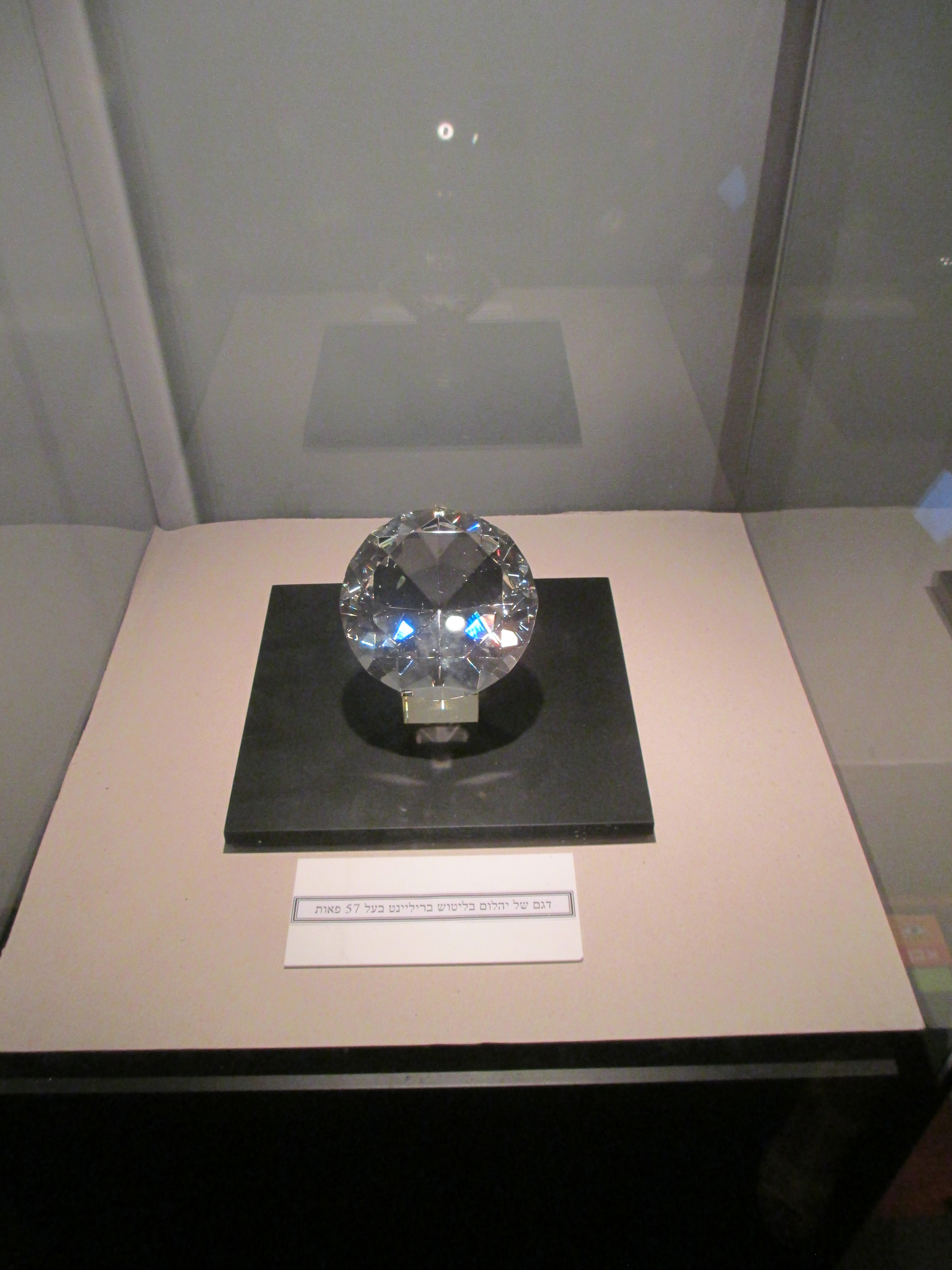
Replika největšího světového diamantu Koh-i-Noor, při nálezu v indické Mumbaji vážil asi 760 karátů, po vybroušení 105,6 karátů, tj.21,12g. Nyní je zasazen v britské královské koruně

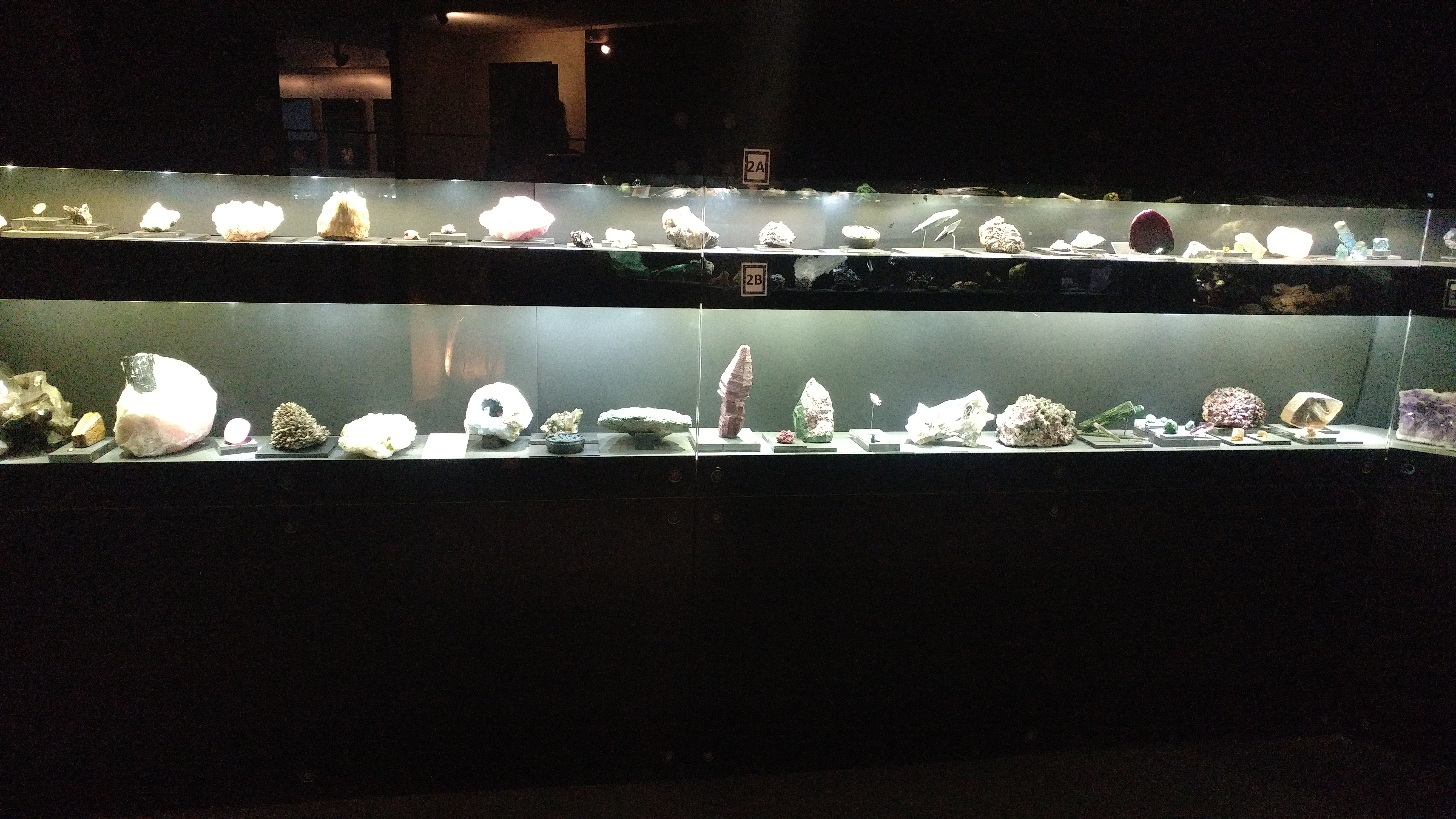
Vzorky matečných hornin diamantu

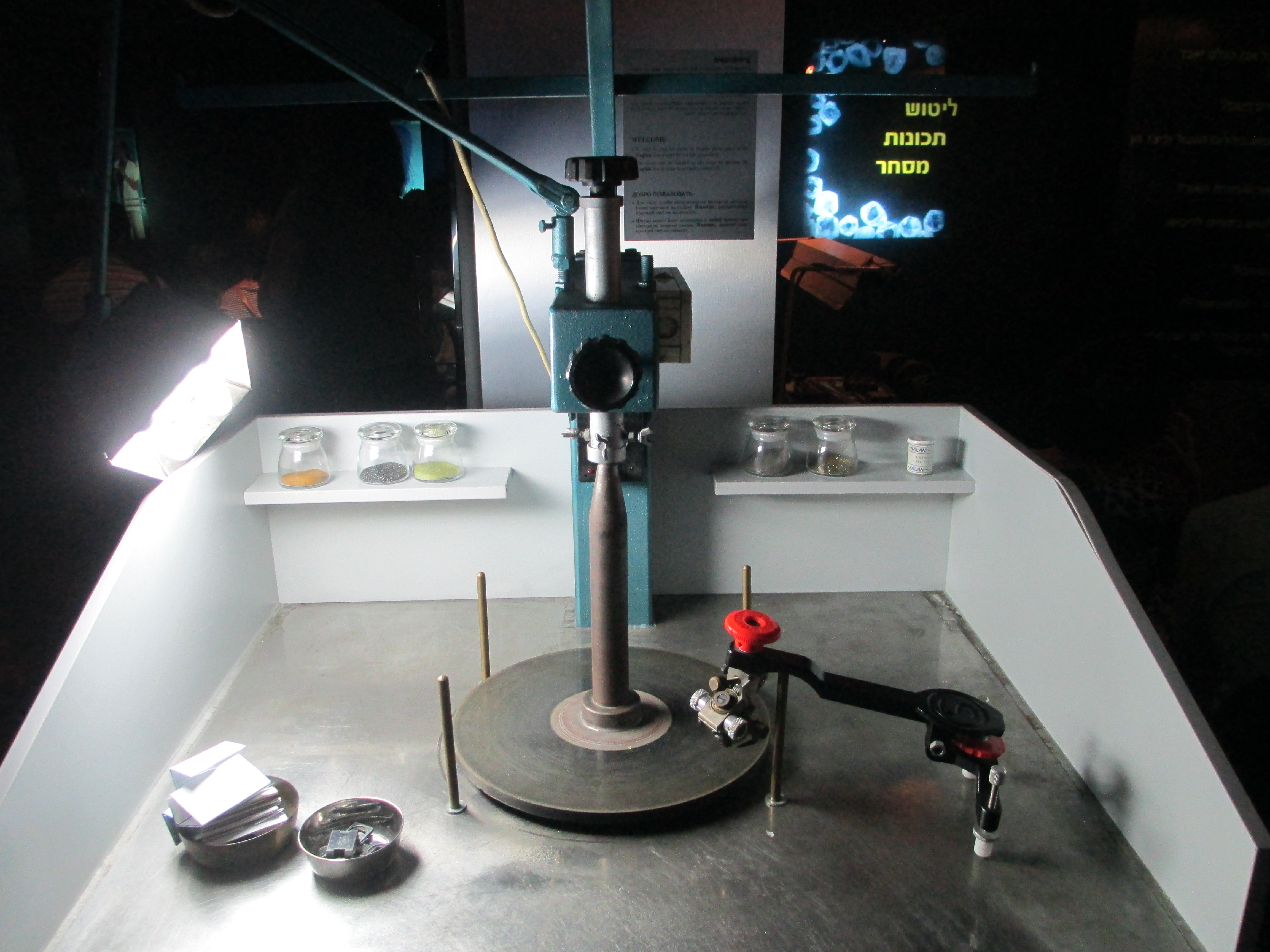
Brusičský stůl k předvádění práce

Muzeum vzniklo původně jako výkladní skříň úspěchů izraelského diamantového průmyslu. O jeho založení a rozvoj se zasloužil významný obchodník s diamanty, zakladatel izraelské diamantové burzy a předseda správní rady De Beersova diamantového syndikátu Harryho Oppenheimera (1908–2000), proto po něm bylo muzeum pojmenováno a do čela expozice umístilo jeho bustu. Oppenheimerův dům v jihoafrickém Kimberley slouží rovněž jako muzeum. Prvním ředitelem ramat-ganského muzea se stal Moše Schnitzer (1921–2007), původem rumunský židovský obchodník z Černovic, zakladatel rodinné firmy s diamanty a první starosta osamostatnělého města Ramat Gan. Vedení muzea po něm převzal jeho syn Šlomo.

## Současnost
Muzeum bylo znovu otevřeno po rekonstrukci budovy roku 2008. Muzeum je situováno v přízemí a v suterénu dobře opevněné budovy, která je speciálně upravena tak, aby se minimalizovalo riziko loupeže.

## Program
- Muzeum shromažďuje doklady o geologii a historii těžby a o zpracování diamantů ve světě, zejména v bývalé Rhodesii, Botswaně a v Jihoafrické republice, kde Harry Oppenheimer a jeho otec Ernest většinu své profesní kariéry působili jak samostatně, tak jako podílníci firmy De Beers. Kromě dokumentace diamantových dolů a těžební techniky jsou vystaveny staré brusičské stoly, další pracovní nástroje a pomůcky.
- Oddělení současné techniky seznamuje s programy na vyhodnocení surových diamantů a jejich následné automatické broušení, při němž se minimalizuje odpad.
- Naučné panely seznamuji s kritérii hodnocení kvality broušených diamantů, anglicky zvanými podle počátečních písmen Čtyři C. Standard těchto kritérií stanovil mezinárodní výbor (The International Diamond Council), řídí se jím jak všechny světové burzy diamanty (Ramat Gan, Antverpy, New York), tak obchodníci, kteří podle této klasifikace stanovují také tržní ceny. Kritéria jsou: Carat = hmotnost v karátech, Colour = barva, tj. zabarvení; Clarity = vnitřní čistota, tj. absence poruch jako pérka, praskliny či krystalky jiných drahokamů; Cut = brus, tj. počet a přesnost facet výbrusu, dokonalost odrazu světla, měřená indexem odrazu. Posuzování čtyř C je specializovaná činnost, kterou provádějí výhradně gemologové proškolení v USA nebo v institutu diamantů při burze v Ramat Ganu, kteří mají jejich světový certifikát.
- Nejvyhledávanějšími exponáty muzea jsou surové i opracované diamanty různých barev, kterých muzeum vlastní 60.
- Dále se vystavují vzorky matečných hornin, v nichž se diamanty nejčastěji nalézají. Skleněné kopie tří desítek největších světových diamantů zahrnují například v historii proslulé exempláře jako Koh-i-noor, Cullinan, Excelsior, Hope, Velký Mogul, Jižní hvězda, Hvězda Sierry Leone nebo diamant darovaný ke čtyřicátým narozeninám Elisabeth Taylorové, a další. Mapují také historii a vývoj brusičství, typy brusů.
- Kromě toho muzeum pořádá sezónní výstavy hgistorických i současných šperků a klenotů s diamanty. Příležitostně se také návštěvníkům předvádí ruční broušení diamantů. S prohlídkou muzea může být spojena také návštěva ochozu, ze kterého lze sledovat probíhající burzu diamantů a broušení diamantů.

## Výběr z výstav
- Diamantové šperky italské výtvarnice Marie Antoinetty de Mitro (1987)
- Orientální klenoty ze sbírky izraelského sběratele a starožitníka Yossi Binyaminoffa (1988)[1]
- Židé z diamantového světa – Amsterdam (1988)
- Jsi mi svatý – 600 let židovského prstene kiddušin (1989)
- Diamanty a šperky na poštovních známkách
- Šperky Ayaly Weisserové, současné izraelské designérky (1990)
- Šperky absolventů šperkařské školy Bezalel (1991)
- A Touch A Stone A Jewel – Dotek Kámen Špek (1992)
- The Golden Treasury of Prague (Zlatý poklad Prahy) – výstava uspořádaná z iniciativy českého honorárního konzula Chanana Rozena ke 45. výročí vojenské pomoci Československa Izraeli bojujícímu za samostatnost. Bylo vystaveno 180 šperků a klenotů ze sbírky Uměleckoprůmyslového muzea v Praze a 18 příkladů židovských předmětů ze sbírky Židovského muzea v Praze. Uskutečnila se od 17. května do 30. září 1994. Byla uspořádána z iniciativy honorárního konzula Chanana Rozena, otevřeli ji ministři zahraničí obou zemí za přítomnosti řady dalších osobností kulturního obou zemí a v jejím čele byl instalován kulomet československé výroby z roku 1947, autentická památka z tehdejší dodávky zbraní.[2]
- Ó krásná Bucharo ve světle požehnaného slunce… šperky a barvy z Buchary (2002)
- Silver Images of Golden Apples – kolekce starověkých i novověkých šperků z archeologických výzkumů v Izraeli od éry patriarchů, cca 3000 let př. n. l., až po období vlády Osmanské říše.
- 60 diamantů a jeden k tomu diamantové šperky z národní soutěže současných izraelských šperkařů a designérů.
- And thoue shalt breathe life into a gem, 140 gem brusičů z Idar-Obersteinu v Německu, kromě klasických reliéfů také řezané miniatury zvířat, květin a nádobí.
- The Diamonds Roar, a All About Diamonds, výstavy šperkařů z jižní Afriky
- Indická legenda: Diamantový šperk, šperky a oděvní doplňky maharádžů z Džajpuru. (2005)[3]
- Na hrotu diamantu (2010)
- על חודו של יהלום ...a dal kameni duši (2010)
- Silver Tied (2012)
- Protective Force: Egyptian Gems Scarves Ochranná síla, egyptské gemy (2016)